# Tourisme en Lozère
 (juin 2018).
 (janvier 2019).
 (mars 2024).
Cet article présente l'activité touristique dans le département français de la Lozère. Riche d'un patrimoine naturel varié et préservé de l'urbanisation, la Lozère possède plusieurs sites touristiques.

## Sites touristiques

### Archéologie
- Musée archéologique de Javols
- Musée archéologique de Banassac

- La Cham des Bondons :

En Europe, ce lieu se caractérise comme le deuxième en matière de concentration de mégalithes, après Carnac dans le département du Morbihan, en Bretagne. On[style à revoir] y trouve environ cent cinquante menhirs et trente tertres funéraires datant de quatre mille ans.
- Les menhirs et dolmens

Les Causses et Cévennes réunissent des centaines de dolmens et menhirs ; ce serait la concentration la plus ancienne en France et en Europe[source secondaire souhaitée]. Les concentrations les plus importantes se trouvent sur le causse de Sauveterre, le causse Méjean, le Causse de Changefège et ainsi que sur quelques autres sites du département de la Lozère. Sur le Sauveterre, les dolmens sont dits "dolmens à couloirs coudés". Plusieurs objets y ont été trouvés : pointes de lances, lames de silex, dents d'animaux percées, divers crânes trépanés.

### Parcs et sites animaliers
Les loups du Gévaudan évoluent en liberté dans un parc naturel d'une vingtaine d'hectares, abritant plus de 100 individus issus de diverses origines, tels que les loups de Sibérie, de Mongolie, de Pologne et du Canada.
Au belvédère des vautours, niché au cœur des gorges de la Jonte, les visiteurs peuvent observer les majestueux vautours sauvages peuplant les hautes falaises de calcaire.
La réserve de bisons d'Europe de Sainte-Eulalie offre aux bisons un espace semi-libre étendu sur deux cents hectares. Ces animaux, qui vivent à l'état sauvage principalement dans le nord de l'Europe, ont été réintroduits avec succès en Margeride.
Sur le causse Méjean, les chevaux de Przewalski, parmi les derniers spécimens de chevaux sauvages au monde, sont rassemblés, constituant un attrait majeur pour les visiteurs souhaitant observer cette espèce emblématique.

### Thermalisme
La station thermale de Bagnols-les-Bains, nichée au pied du mont Lozère et aux sources du Lot, attire les visiteurs depuis l'époque romaine. Les eaux jaillissent de la montagne à une température constante de 41,5 °C, offrant des vertus curatives grâce à leur composition sulfurée, bicarbonatée sodique, ainsi que leur richesse en fluor et sels minéraux. Quant à la station thermale de la Chaldette, elle se trouve au cœur de l'Aubrac, le long des rives du Bès, à une altitude de 1 000 mètres.

### Sous-sol
- Aven Armand

Ce site propose d'accéder par une galerie de deux cents mètres de longueur, à un funiculaire qui mène à cinquante mètres sous terre dans l'immense chambre où la cathédrale de Notre Dame de Paris s'introduirait sans peine. Sous une lumière recherchée, plus de quatre cents stalagmites élèvent leurs dentelles de pierres à quelques mètres de hauteur. Le Record Mondial a été atteint par la "Grande Stalagmite" qui mesure 30 mètres.
- Grotte de Dargilan

Étant la grotte la plus grande des Causses et des Cévennes, elle est classée *** « Grotte Rose ». Cette grotte gigantesque se caractérise par des nuances de couleurs très intenses et contrastées.
- Abîme de Bramabiau

Ce lieu se distingue par son « Alcôve », d'où apparaît en cascade la source du Bramabiau. La gigantesque caverne propose environ 11 kilomètres de galeries. Authentique berceau de la spéléologie française, l'excursion aménagée offre un circuit de 1 km très abordable depuis ses nouvelles installations mises en place en 2006 donnant la possibilité au visiteur de sortir à 5 minutes du bâtiment d'accueil.

### Curiosités géologiques
Cévennes, Mont Lozère
- Le Chaos de Nîmes-le-Vieux se situe à trois kilomètres du col de Perjuret et se présente sous la forme d'un gigantesque chaos de roches dolomitiques présentant des formes étonnantes. Certains de ces rochers étranges ont été nommés. On pourra ainsi croiser "la langue du pays l'Oule", "le lion", ou encore "les arènes" de cette mystérieuse cité.

- Les Gorges du Chassezac ou Basse-vallée du Chassezac nous offrent des paysages variés qui se caractérisent par ses reliefs accidentés, avec un dénivelé de quatre cents mètres et un canyon de 7 kilomètres, qu'on nomma à l'époque "l'Antre du Diable".

Les gorges du Tarn
- Les détroits, sur la commune de Saint-Georges-de-Lévéjac, est le passage qui caractérise le mieux les gorges du Tarn car c'est là que la vallée se resserre jusqu'à devenir un étroit couloir entre des remparts qui tombent à pic dans la rivière.

- Le Pas de Soucy est un des lieux les plus importants des Gorges du Tarn[pourquoi ?]. Les roches encombrant le lit du Tarn composent un énorme chaos où les eaux s'engouffrent dans un vacarme retentissant.

### Musées
- écomusée des Gorges : Les Bateliers des Gorges du Tarn
- écomusée du Causse : La Ferme Caussenarde d'Autrefois
- l'observatoire du mont Aigoual
- le Musée du Gévaudan : ville de Mende
- Écomusée du mont Lozère